# Лъфбъроу
Лъфбъроу (на английски: Loughborough) е град в северната част на област Лестършър – Ийст Мидландс, Англия. Той е административен и стопански център на община Чарнууд. Населението на града към 2001 година е 55 258 жители.
Тук се намира най-голямата леярна за камбани в света – „John Taylor Bellfounders“, произвела камбаните за Йоркската катедрала и катедралата Свети Павел в Лондон. Градът е дом на университета на Лъфбъроу.

## География
Лъфбъроу е разположен в средната северна част на графството, в непосредствена близост до границата с област Нотингамшър. Най-големият град на областта – Лестър отстои на около 14 километра в южна посока. Приблизително на същото разстояние северно от града се намират южните части на агломерацията Голям Нотингам.
В непосредствена близост западно от града преминава Магистрала М1, която е част от транспортния коридор север-юг (Лийдс – Шефийлд – Нотингам – Лестър – Лондон).

## Демография
Изменение на населението за период от две десетилетия 1981-2001 година:
| година    | 1981   | 1991   | 2001   |
| --------- | ------ | ------ | ------ |
| население | 44 895 | 46 867 | 55 258 |